# Khrystynivka
Khrystynivka (ukrainsk: Христи́нівка, ukrainsk udtale: [xrɪsˈtɪn⁽ʲ⁾iu̯kɐ]; russisk: Христи́новка) er en by i Uman rajon i Tjerkasy oblast (provins) i Ukraine. Den er hjemsted for administrationen af Khrystynivka urban hromada, en af hromadaerne i Ukraine. 
Byen har 10.762 (2016) indbyggere.

## Historie
Det er stedet for en gammel megabosættelse fra 4000-3600 f.Kr., der tilhørte Cucuteni-kulturen. Bopladsen var meget stor for sin tid og dækkede et område på 100 hektar. Byen var en af de blot 2.440 Cucuteni-Trypillia-bopladser, der hidtil er fundet i Moldova og Ukraine. 194 (8 %) af disse bosættelser havde et areal på mere end 10 hektar mellem 5000 - 2700 f.Kr. og mere end 29 bosættelser havde et areal i intervallet 100 - 300 - 450 hektar.